# Thyreodon atriventris
Thyreodon atriventris là một loài tò vò trong họ Ichneumonidae.